# 국민대학교 축구부
국민대학교 축구부(영어: Kookmin University  Football Club)는 대한민국 서울특별시에 위치한 대학교 축구부이다. 국민대학교에서 과거 운영했던 김성호, 김학철, 박수일 등 과거 한국 축구계에서 활약 했던 인물들을 여럿 배출했었다.

## 참고 문헌
- “KFA 통합경기정보 시스템”. 대한축구협회.

## 같이 보기
- 국민대학교